# Wohn- und Wirtschaftsgebäude Am Gänseteich 1
Das Wohn- und Wirtschaftsgebäude Am Gänseteich 1 in der niedersächsischen Gemeinde Ostereistedt wurde zur Mitte des 19. Jahrhunderts gebaut. Aktuell (2025) wird es zum Wohnen genutzt.
Das Gebäude steht unter Denkmalschutz (siehe auch Liste der Baudenkmale in Ostereistedt).

## Geschichte und Beschreibung
Ostereistedt wurde erstmals 1153 als Rocstede erwähnt und gehört zur heutigen Samtgemeinde Selsingen im Landkreis Rotenburg (Wümme).
Das eingeschossige traufständige Wohn- und Wirtschaftsgebäude als Zweiständer-Hallenhaus, auf Granitquadersockel, in gleichmäßigem Gitterfachwerk mit Steinausfachungen, reetgedecktem Satteldach, regionaltypischer senkrechter Verbretterung der oberen Giebeldreiecke und der Grooten Door mit Korbbogen, wurde 1855 gebaut.
Das Landesdenkmalamt befand u. a.: „… ein regionstypisches Hallenhaus des 19. Jahrhunderts in Zweiständerkonstruktion ….“